# Archiduc commun
Lexias pardalis
Espèce
L'Archiduc commun (Lexias pardalis) est une espèce de lépidoptères (papillons) de la famille des Nymphalidae originaire d'Asie du Sud-Est.

## Description

### Papillon
L'imago de Lexias pardalis est un grand papillon d'une envergure d'environ 80 à 90 mm. Cette espèce présente un fort dimorphisme sexuel avec des motifs et des couleurs très différents. 
Le dessus des ailes du mâle est noir avec des marges bleu-verdâtre chatoyantes, en particulier sur les ailes postérieures. Les femelles sont plus grandes et ont le dessus des ailes brun foncé avec plusieurs rangées de taches jaunes avec un motif vert pâle sur les ailes inférieures. Les taches jaunes continuent sur le thorax et l'abdomen.
La face ventrale des mâles est brune avec des taches blanchâtres, tandis que, chez la femelle, les ailes antérieures sont brun foncé et les ailes postérieures sont d'un vert pâle bleuâtre avec des taches blanchâtres sur les deux ailes. 
La partie apicale (extrémité) des antennes est de couleur nettement jaune-orange chez les deux sexes alors qu'elle est noire chez l'espèce très similaire Lexias dirtea.

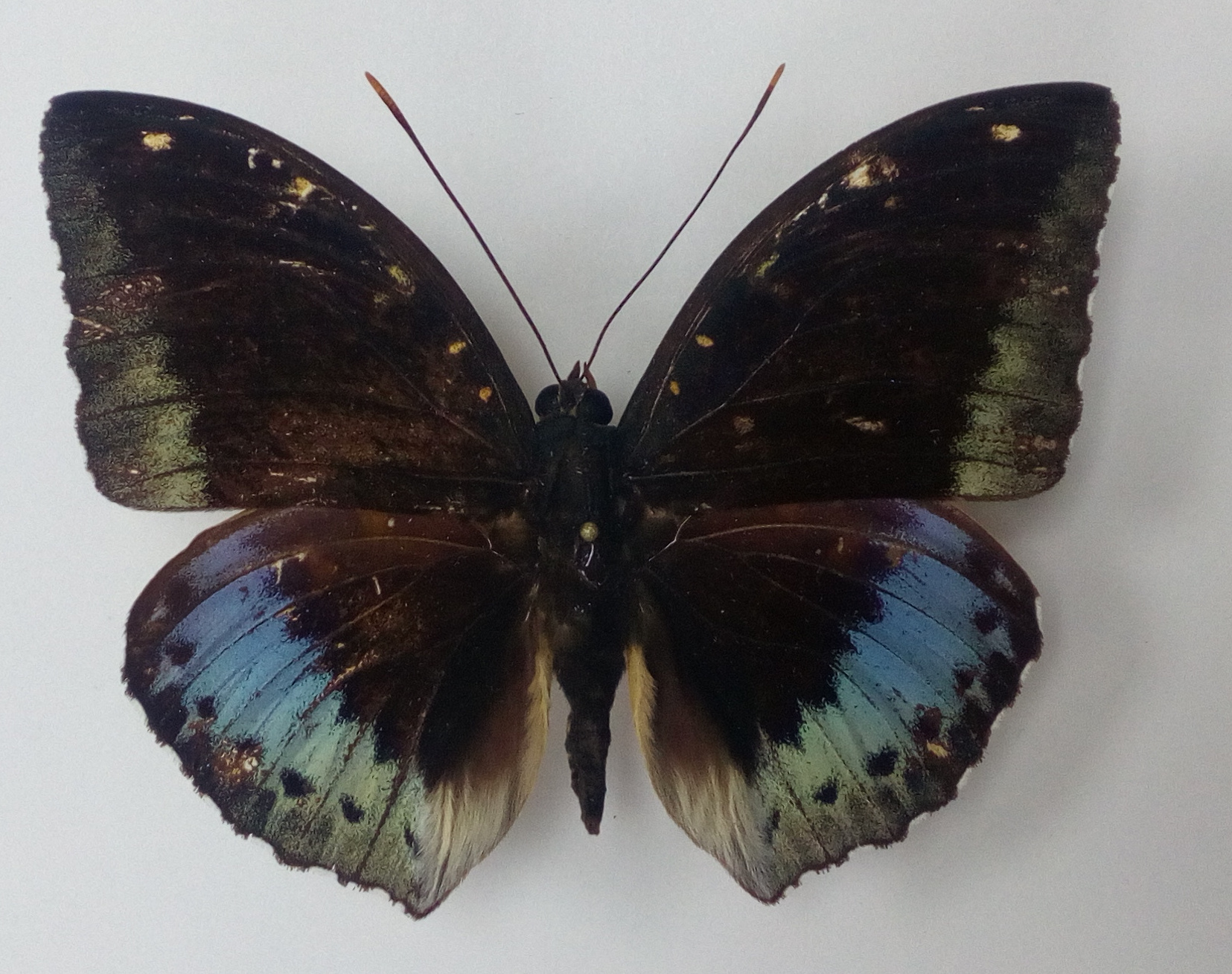
Mâle, face dorsal
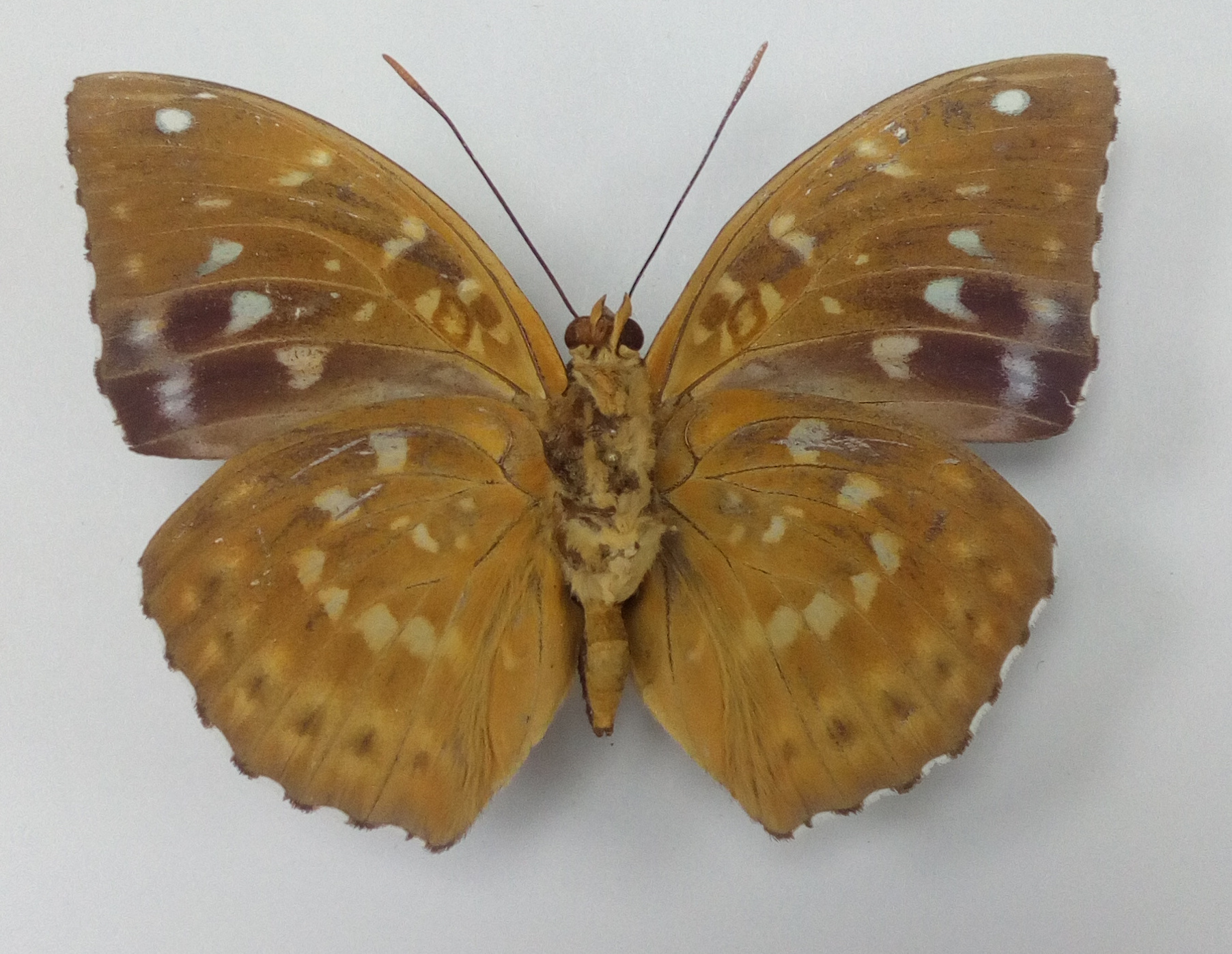
Mâle, face ventrale
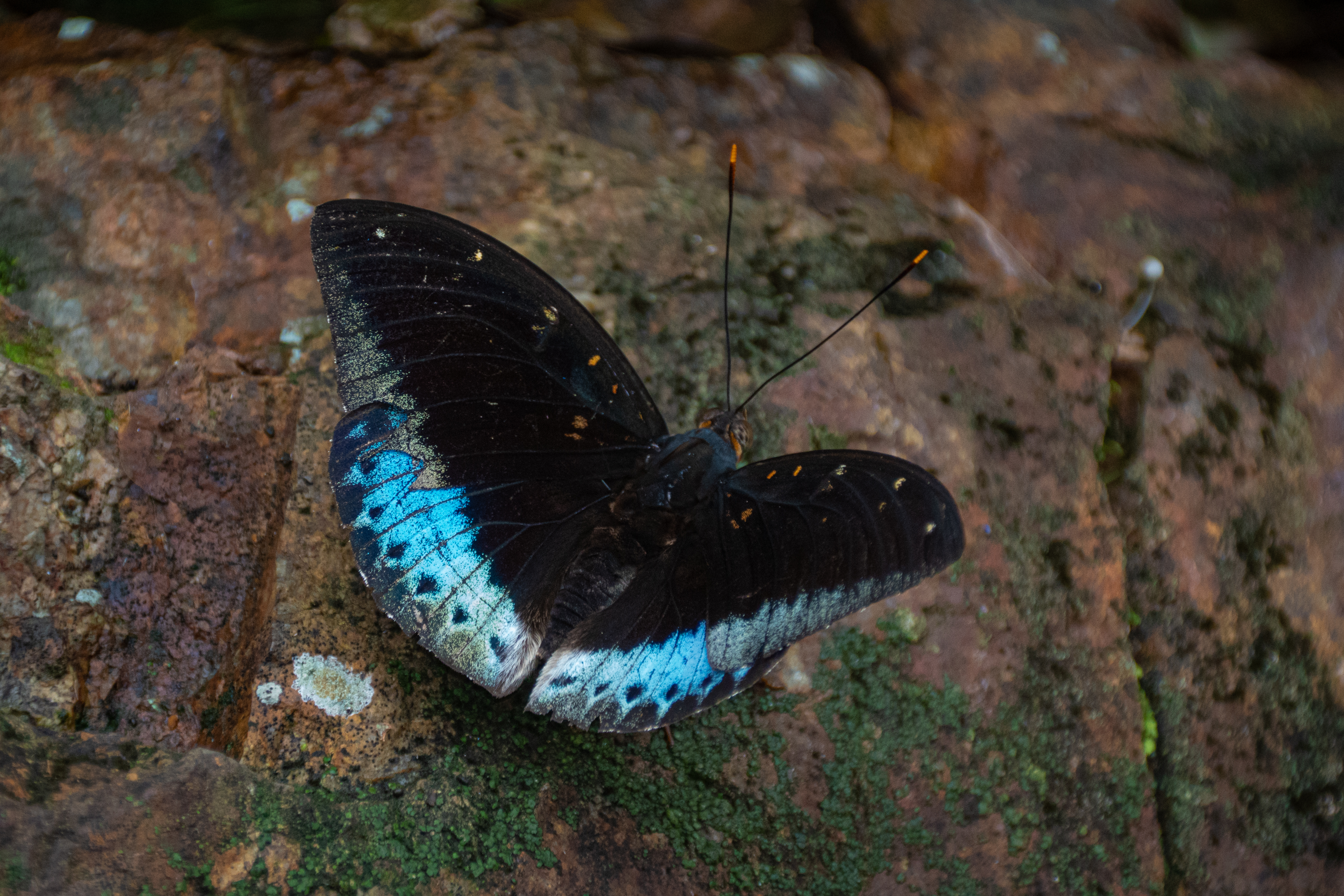
Mâle
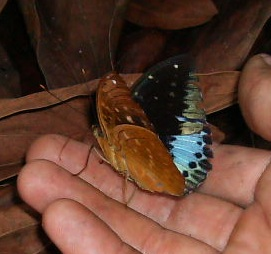
Mâle
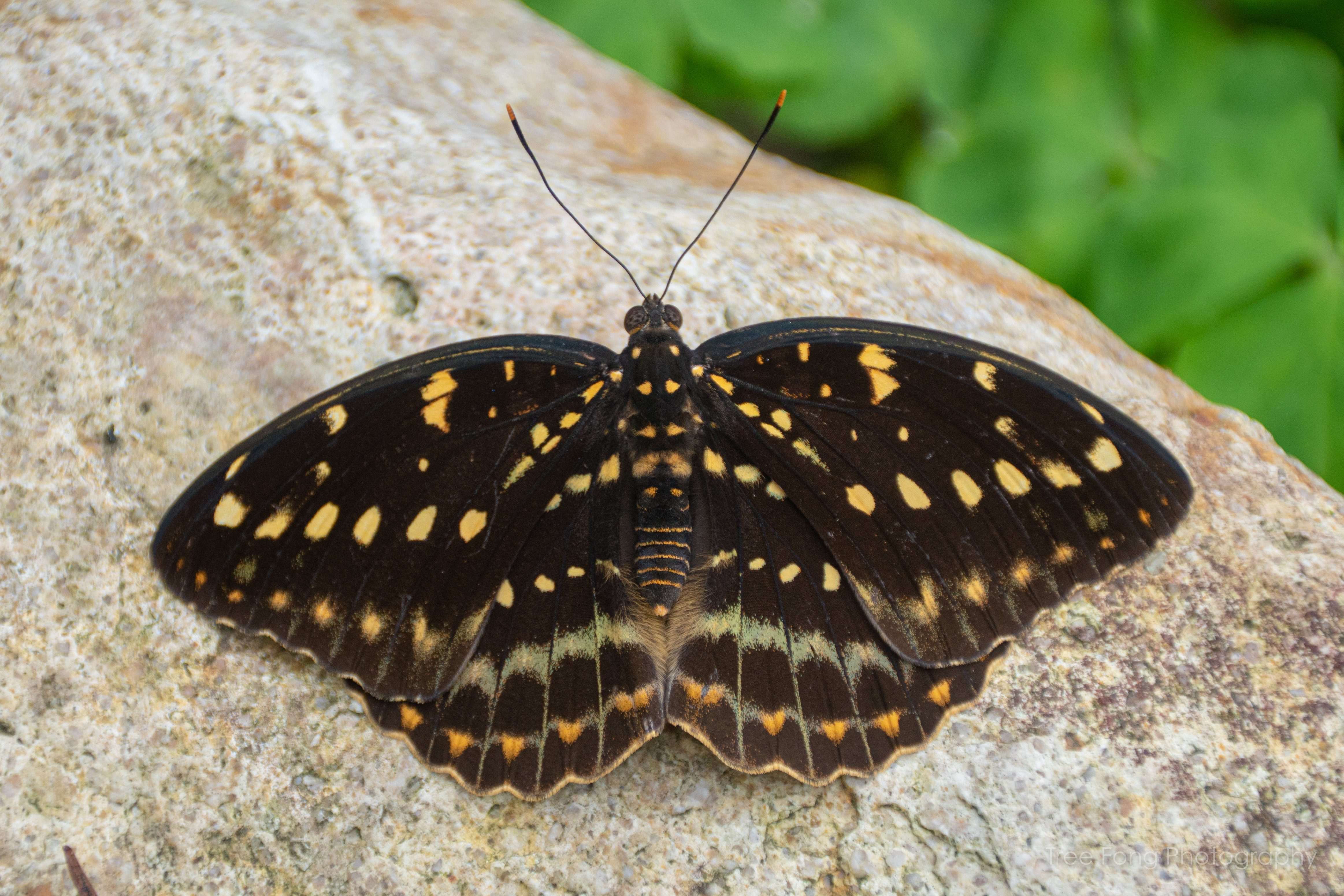
Femelle, face dorsale
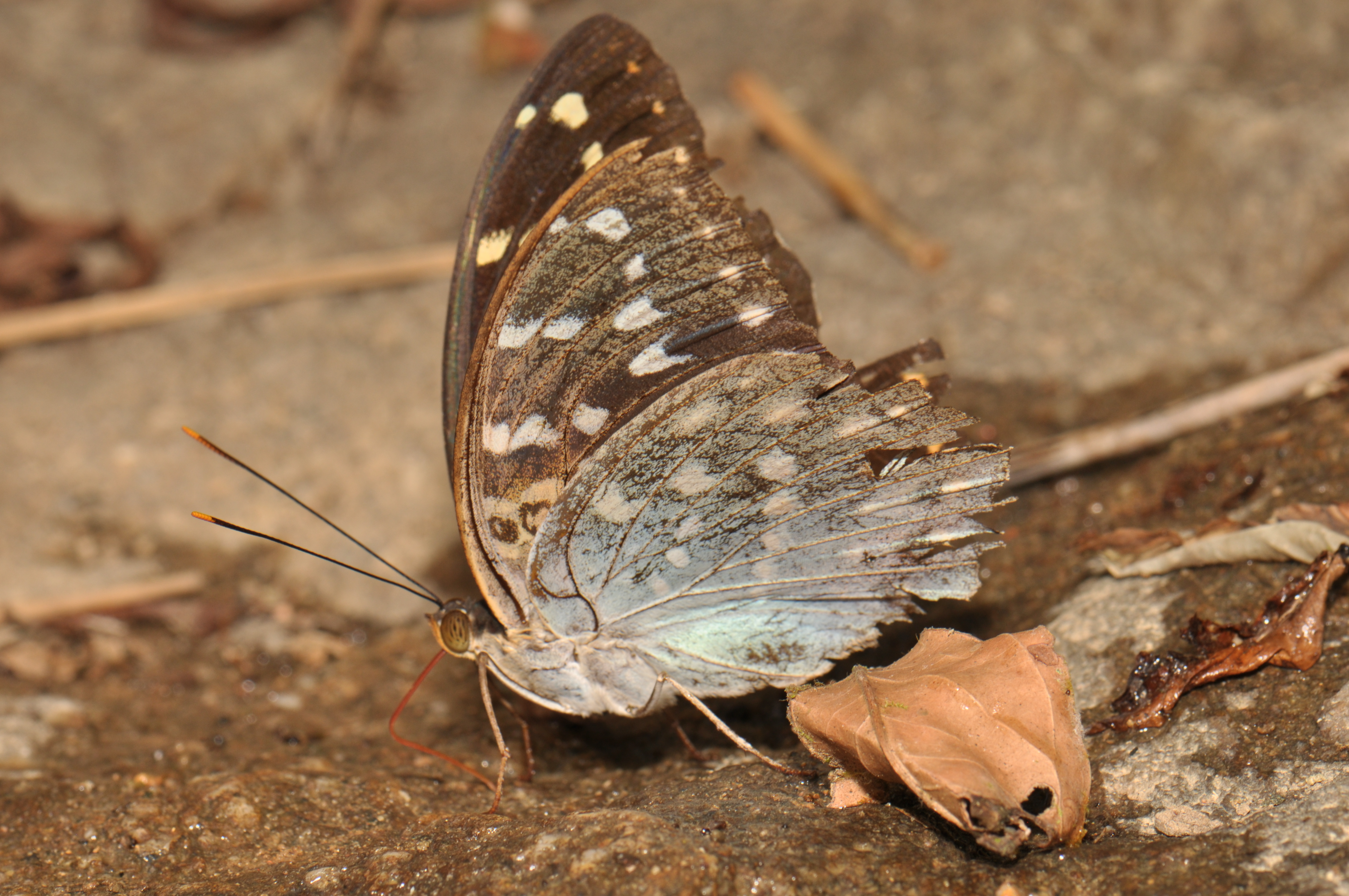
Femelle

### Chenille et chrysalide

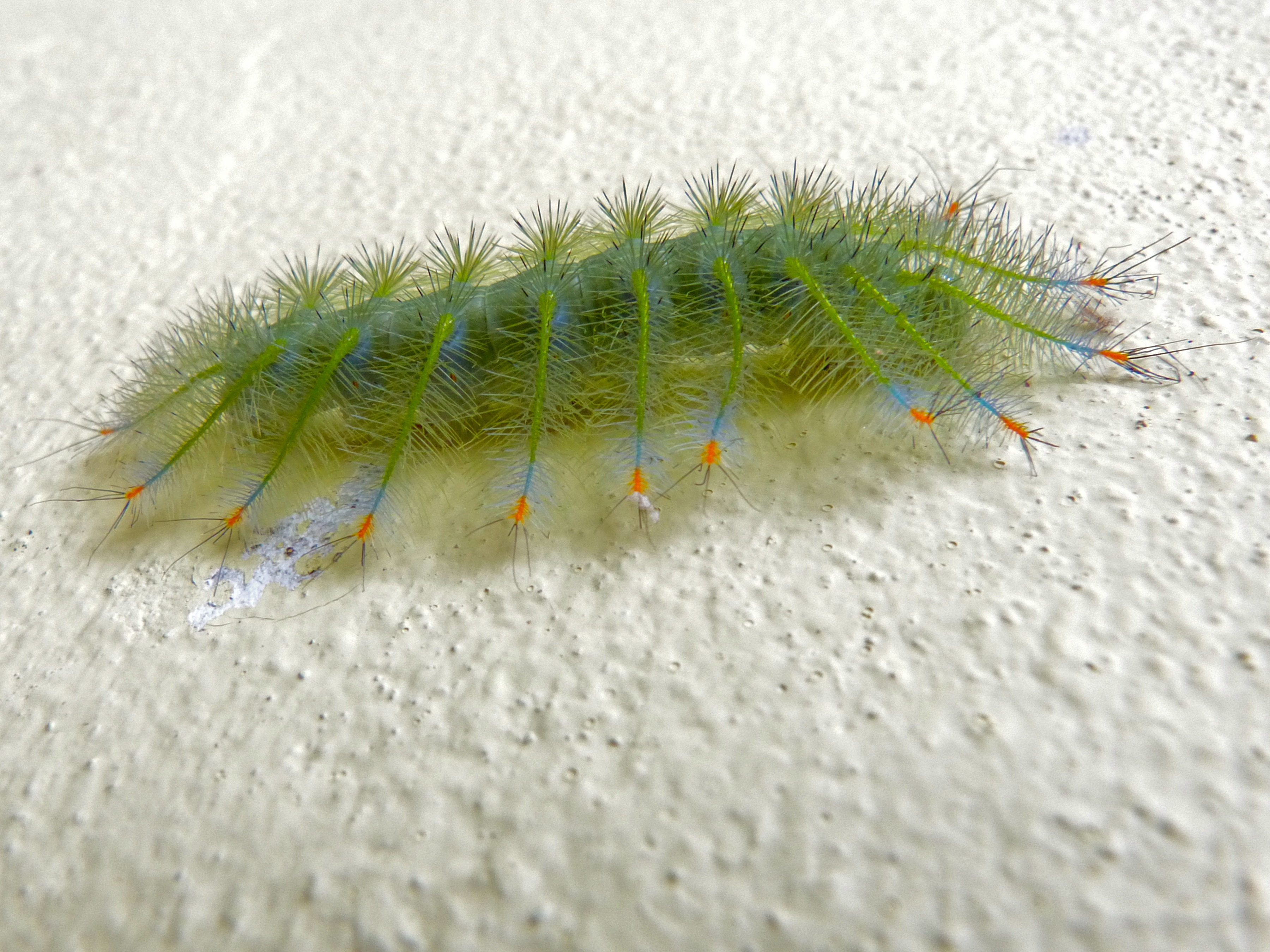

Les chenilles aux derniers stades sont vert pâle et ont de nombreuses épines implantées sur leur corps. 
Les chrysalides sont vert pâle.

## Biologie

### Plantes nourricières
Les chenilles se nourrissent de Cratoxylum formosum (en) et  Cratoxylum cochinchinense (en), tandis que les adultes se nourrissent principalement de fruits pourris, surtout du genre Garcinia, mais aussi du nectar des fleurs[réf. souhaitée].

## Distribution et biotopes
Cette espèce est présente dans l'écozone indomalaise, notamment en Indonésie, aux Philippines, en Chine, au Laos, au Viêt Nam, en Birmanie, en Thaïlande et en Inde.
Elle fréquente les chemins, les clairières et les lisières de forêt primaire et on peut facilement l'observer dans les endroits ensoleillés sur le sol de la forêt.

## Systématique
L'espèce aujourd'hui appelée Lexias pardalis a été décrite par Frederic Moore en 1878 sous le nom initial de Symphaedra pardalis,.

### Sous-espèces
De nombreuses sous-espèces ont été décrites :
- Lexias pardalis pardalis (Moore, 1878) — Hainan.
- Lexias pardalis eleanor (Fruhstorfer, 1898) — Sud de la Chine, Laos, Viêt Nam.
- Lexias pardalis gigantea (Fruhstorfer, 1898) — Nias.
- Lexias pardalis ellora (Fruhstorfer, 1898) — Philippines (Mindoro).
- Lexias pardalis ritsemae (Fruhstorfer, 1906) — Bangka.
- Lexias pardalis jadeitina (Fruhstorfer, 1913) — Nord-Est de l'Inde, Birmanie, Nord de la Thaïlande, Sud du Yunnan.
- Lexias pardalis nephritica (Fruhstorfer, 1913) — Sumatra.
- Lexias pardalis silawa (Fruhstorfer, 1913) — Belitung.
- Lexias pardalis cavarna (Fruhstorfer, 1913) — Philippines (Balabac).
- Lexias pardalis dirteana (Corbet, 1941) — Singapour.
- Lexias pardalis nigricans Hanafusa, 1989 — Karimata.
- Lexias pardalis nasiensis Tsukada, 1991 — Nias, We.
- Lexias pardalis pallidulus Tsukada, 1991 — Musala.
- Lexias pardalis borneensis Tsukada, 1991 — Bornéo, Natuna, Laut.
- Lexias pardalis tethys Tsukada, 1991 — Philippines (Palawan).